# Hellandskjeret
Hellandskjeret est un amas rocheux dans le comté de Hordaland. Il appartient administrativement à Fitjar.

## Géographie
Il s'agit d'un amas rocheux désertiques et dispersés, à fleur d'eau, qui s'étend sur environ 288 m de longueur pour une largeur approximative de 156 m. 